# Hircânia
Hircânia (em grego:  Ὑρκανία, transl.: Hyrkanía; em persa antigo: 𐎺𐎼𐎣𐎠𐎴; romaniz.: Varkâna; em persa médio: 𐭢𐭥𐭫𐭢𐭠𐭭; romaniz.: Gurgān; em acádio:  Urqananu) era uma satrapia localizada nos territórios das atuais províncias iranianas de Golestão, Mazandarão, Guilão, e parte do Turcomenistão, ao sul do mar Cáspio (que, para os antigos gregos, era o "Mar Hircânio").

## Etimologia
Hircânia é o nome grego para a região nos relatos historiográficos. É um decalque do persa antigo Verkâna, registrado na Inscrição de Beistum de Dario I, bem como noutras inscrições no antigo cuneiforme persa. Verkā significa "lobo" no iraniano antigo (avéstico vəhrkō, persa moderno gorg). Consequentemente, a Hircânia seria a "terra dos lobos". O nome acabou por ser aplicado ao mar Cáspio, e está por trás do nome da cidade de Gurgã, capital da província iraniana de Golestão.

## História
A Hircânia situava-se entre o mar Cáspio, conhecido como o Oceano Hircânio, no norte, e os montes Elbruz no sul e oeste. O país tinha um clima tropical, e era muito fértil. Os persas o consideravam uma das "boas terras e países" que o seu deus supremo, Aúra-Masda, havia criado pessoalmente. Ao nordeste, a Hircânia se abria para as estepes da Ásia Central, onde tribos nômades viviam há séculos.

### Período aquemênida

Mapa do Império Aquemênida mostrando a Hircânia

A Hircânia se tornou parte do Império Aquemênida durante o reinado de Ciro, o Grande (559 - 530 a.C.) ou Cambises II (530 - 522 a.C.). Sob os aquemênidas parece ter sido administrada com uma sub-província da Pártia, e não recebe um nome separado nas listas de províncias compiladas por Dario I e Xerxes I. A capital, bem como maior cidade e sede do "palácio real" da Hircânia era Zadracarta. A partir da inscrição de Beistum sabemos que a região já era persa em 522 a.C.; segundo seu texto, após a morte de Cambises II o mago Gaumâta, que não pertencia à dinastia aquemênida, usurpou o trono. Os seguidores da casa real persa, no entanto, ajudaram Dario a se tornar rei, e a matar o usurpador em 29 de setembro de 522 a.C.. Quase imediatamente os súditos do império se revoltaram; enquanto Dario suprimia estas revoltas a partir da Babilônia, o líder medo Fraortes fez sua tentativa de conquistar o poder, em dezembro do mesmo ano. Sua revolta logo se espalhou para a Armênia, Assíria, Pártia e Hircânia; o destacamento persa na Pártia, no entanto, comandado pelo pai de Dario, Histaspes, conseguiu resistir. Em 8 de março do ano seguinte os pártios e seus aliados, os hircanos, atacaram as fortificações persas, porém foram derrotados. Pouco tempo depois Dario conseguiu retornar à região e auxiliar seu pai. Esta é a primeira vez que os hircanos foram mencionados na história.
No século V a.C. o historiador grego Heródoto de Halicarnasso menciona a região e seus habitantes por diversas vezes em suas Histórias; ele faz um relato confuso a respeito do uso de irrigação no local, que pode ser comparado à declaração do historiador Políbio, do século II, de que os persas haviam construído grandes obras de irrigação ali. Heródoto também menciona que soldados hircanos fizeram parte do grande exército que o rei Xerxes teria comandado contra os gregos em 480 a.C., e comenta que eles portavam as mesmas armas que os persas.
É possível, embora não existem evidências concretas, que durante o período persa uma muralha tenha sido construída para defender a Hircânia dos nômades das estepes da Ásia Central. As ruínas de um muro ao norte do rio Gurgã, visíveis ainda hoje e chamadas de Portas de Alexandre, foram construídas posteriormente, porém provavelmente substituíram uma construção defensiva persa previamente existente.
Nos anos confusos que se seguiram à morte do rei Artaxerxes I (465 - 434 a.C.), três de seus filhos se sucederam no trono: Xerxes II, Soguediano e Dario II. O último foi sátrapa da Hircânia e pode ter usado tropas de lá e das chamadas 'altas satrapias' (Ária, Pártia, Aracósia, Báctria e Soguediana).[carece de fontes?]
A Hircânia reaparece na história quando o rei macedônio Alexandre, o Grande (336 - 323 a.C.) invadiu a Ásia. Os hircanos são mencionados durante a batalha de Gaugamela, em 1 de outubro de 331 a.C., e em agosto de 329 a.C., quando, após a morte do último rei persa, Dario III, diversos nobres persas fogem para lá, onde se renderam a Alexandre.

### Período selêucida
Após o reinado de Alexandre, seu império se fragmentou e a Hircânia passou a fazer parte do novo Império Selêucida. Ao fim do século III a.C. nômades do nordeste da região, pertencentes à tribo dos párnios, invadiram a Pártia e a Hircânia. Embora a Pártia tenha sido perdida para sempre para os selêucidas, a Hircânia foi reconquistada, na última década do século, por Antíoco III, o Grande (223 - 187 a.C.); o território, no entanto, foi perdido após algumas décadas.

### Período arsácida
Para os arsácidas - novo nome da tribo dos pártios - a Hircânia era uma parte importante do império, situada entre os territórios pártios e sua terra natal nas estepes. Sabe-se com segurança que os reis pártios usavam uma cidade hircana como sua residência de verão, e teriam sido responsáveis pela 'Muralha de Alexandre', que teria 180 quilômetros e teria quarenta castelos. A região, no entanto, não foi uma parte inconteste de seu império; sabe-se que uma revolta teria se iniciado em 58 d.C e durado pelo menos três anos, terminando apenas após a realização de um acordo.

### Período sassânida
A Hircânia foi uma província do Império Sassânida até sua conquista pelos árabes. Foi um território importante por servir como uma zona de fronteira, responsável por impedir que as tribos do interior da Ásia invadissem o império; por este motivo, os sassânidas construíram diversas fortalezas na região.

### Período pós-sassânida
Após a queda do Império Sassânida aos invasores árabes muçulmanos, diversos nobres fugiram para a Hircânia, onde fixaram residência permanente. No século VIII o califado não conseguiu conquistar a região, devido principalmente à sua localização geográfica e à resistência de personagens locais como Vandad Hormoz, Maziar e Pabeco. Sob a liderança de algumas poucas famílias aristocráticas, como os Caranos e os Bavandes, a Hircânia permaneceu independente ou semi-independente por diversos anos depois da queda dos sassânidas.